# Peter Markstedt
Peter Markstedt (* 11. Januar 1972 in Västerås) ist ein schwedischer ehemaliger Fußballspieler. Der Stürmer bestritt seine Karriere in Schweden, England und Norwegen. Im Anschluss an seine Spielerkarriere arbeitete er als Funktionär und Trainer.

## Werdegang
Markstedt begann seine Laufbahn beim Västerås SK in seiner Heimatstadt, für den er 1991 in der Wettkampfmannschaft debütierte. Zunächst trat er als Defensivspieler mit dem Klub lediglich zweit- und drittklassig an schaffte aber mit der Mannschaft unter Trainer Lennart Söderberg Ende 1996 den Aufstieg in die Allsvenskan. An der Seite von Fredrik Giesecke und Stefan Bärlin belegte er mit dem Verein zum Ende der Spielzeit 1997 den drittletzten Tabellenplatz. In den anschließenden Relegationsspielen gegen BK Häcken verpasste er den Klassenerhalt.
Mittlerweile hatte Markstedt jedoch außerhalb der Landesgrenzen auf sich aufmerksam gemacht und wechselte im November 1997 direkt nach Saisonende in Schweden in die englische Premier League zum Aufsteiger FC Barnsley. Unter Trainer Danny Wilson blieb ihm jedoch trotz eins vielversprechenden Debüts beim 1:0-Auswärtserfolg gegen den FC Liverpool in der Mannschaft um Eric Tinkler, Lars Leese, Darren Barnard und Ashley Ward der Durchbruch verwehrt. Daher kehrte er nach zwei verletzungsgeprägten Jahren 1999 nach Schweden zurück. Bei Helsingborgs IF sollte er Andreas Jakobsson ersetzen, der mit mehreren ausländischen Klubs in Verbindung stand. Letztlich kam der Wechsel des Konkurrenten nicht zustande und für Markstedt blieb im Verlauf der Spielzeit 1999 die Rolle des Ergänzungsspielers. Mit neun Ligaeinsätzen trug er zum Gewinn des Meistertitels bei. In der folgenden Spielzeit verlieh ihn der Klub an seine erste Spielstation im Erwachsenenbereich. Beim Västerås SK glänzte er als regelmäßiger Torschütze  und führte ihn mit zehn Saisontoren in der Zweitliga-Spielzeit 2000 auf den fünften Tabellenplatz.
Als torgefährlicher Angreifer hatte Markstedt höherklassig auf sich aufmerksam gemacht. Vor der Spielzeit 2001 schloss er sich dem Stockholmer Klub Hammarby IF in der Allsvenskan an. In der von Sören Cratz trainierten Mannschaft um Spieler wie Andreas Bild, Kennedy Bakırcıoğlu, Andreas Hermansson, Hans Eskilsson und Jonas Stark war er auf Anhieb Stammspieler und erzielte auf dem Weg zur Meisterschaft fünf Saisontore. Zwar gehörte er in der folgenden Spielzeit mit zwölf Saisontoren zu den fünf besten Torschützen der Liga, es reichte für den Klub jedoch lediglich zum vierten Tabellenplatz. In der Spielzeit 2003 bestritt er nur noch elf Ligaspiele.
Nachdem er Anfang Dezember 2003 noch als spielender Trainerassistent bei seinem Heimatklub Västerås SK vorgestellt worden war, sich der Klub jedoch nicht mit Hammarby IF einigen konnte, wechselte er kurz vor dem Jahreswechsel nach Norwegen zu Lyn Oslo. In der Tippeligaen lief er eine Spielzeit auf, ehe er seinen Zwei-Jahres-Kontrakt vorzeitig auflöste und im November 2004 einen Drei-Jahres-Vertrag bei Västerås SK als Spielertrainer unterschrieb. Am Ende der Zweitliga-Spielzeit 2005 stieg er mit dem Klub trotz seiner zwei Saisontore in 20 Spielen aus der Superettan ab. Am Saisonende trat er von seinem Traineramt zurück. Nach einem Jahr in der dritten Liga beendete er Ende 2006 seine aktive Laufbahn.
Nach dem Karriereende rückte Markstedt zum Sportchef bei seinem Heimatklub auf. Bereits im Sommer des folgenden Jahres trat er von der Position zurück. 2010 übernahm er das Traineramt beim unterklassig antretenden Klub IK Franke. Im Juni 2011 kehrte Markstedt erneut zum Västerås SK zurück, übernahm an der Seite von Stefan Bärlin die Rolle des Assistenztrainers von Eric Acar, der kurz zuvor Kalle Granath als Chefcoach abgelöst hatte.